# Daniel Spielman
Daniel Alan Spielman (Filadélfia, março de 1970) é um informático estadunidense.
É desde 2006 professor de matemática aplicada e ciência da computação na Universidade Yale.